# Canindeyú
Canindeyú je jedan od 17 okruga u Paragvaju. Središte okruga je u gradu Curuguatyju. 

## Zemljopis
Okrug se nalazi u istočnom dijelu Paragvaja na granici s Brazilom. Canindeyú se proteže na 14.667 km² te je osmi po veličini paragvajski okrug.

## Stanovništvo
Prema podacima iz 2009. godine u okrugu živi 179.656 stanovnika dok je prosječna gustoća naseljenosti 12,25 stanovnika na km². 

## Administrativna podjela
Okrug je podjeljen na 12 distrikta:
| Distrikt                               | Stanovništvo (2002.) |
| -------------------------------------- | -------------------- |
| 1. Corpus Christi                      | 13.303               |
| 2 Curuguaty                            | 57 387               |
| 3. General Francisco Caballero Álvarez | 8.884                |
| 4. Itanará                             | 3.276                |
| 5. Katueté                             | 7.489                |
| 6. La Paloma                           | 6.373                |
| 7. Nueva Esperanza                     | 9.951                |
| 8. Salto del Guairá                    | 11.298               |
| 9. Villa Ygatimí                       | 17.483               |
| 10. Yasy Cañy                          | 13.254               |
| 11. Ypejhú                             | 5.893                |
| 12. Ybyrarovaná                        | 6.534                |